# Liste der Kulturdenkmale in Rosenthal am Rennsteig
Die Liste der Kulturdenkmale in Rosenthal am Rennsteig umfasst die als Einzeldenkmale, Bodendenkmale und Denkmalensembles erfassten Kulturdenkmale auf dem Gebiet der Gemeinde Rosenthal am Rennsteig im thüringischen Saale-Orla-Kreis (Stand: August 2022). Die Angaben in der Liste ersetzen nicht die rechtsverbindliche Auskunft der zuständigen Denkmalschutzbehörde.

## Legende
- Bild: zeigt ein Bild des Kulturdenkmals und gegebenenfalls einen Link zu weiteren Fotos des Kulturdenkmals im Medienarchiv Wikimedia Commons
- Bezeichnung: Name, Bezeichnung oder die Art des Kulturdenkmals
- Lage: Wenn vorhanden Straßenname und Hausnummer des Kulturdenkmals; Grundsortierung der Liste erfolgt nach dieser Adresse. Der Link Karte führt zu verschiedenen Kartendarstellungen und nennt die Koordinaten des Kulturdenkmals.
 Kartenansicht, um Koordinaten zu setzen – in dieser Kartenansicht sind Kulturdenkmale ohne Koordinaten mit einem roten bzw. orangen Marker dargestellt und können in der Karte gesetzt werden. Kulturdenkmale ohne Bild sind mit einem blauen bzw. roten Marker gekennzeichnet, Kulturdenkmale mit Bild mit einem grünen bzw. orangen Marker.
- Datierung: gibt das Jahr der Fertigstellung beziehungsweise das Datum der Erstnennung oder den Zeitraum der Errichtung an
- Beschreibung: bauliche und geschichtliche Einzelheiten des Kulturdenkmals, vorzugsweise die Denkmaleigenschaften
- ID: Die ID identifiziert das Kulturdenkmal eindeutig. In Thüringen sind aktuell keine IDs veröffentlicht. In der ID-Spalte kann sich auch folgendes Icon  befinden, dies führt zu Angaben zu diesem Kulturdenkmal bei Wikidata.

## Kulturdenkmale nach Ortsteilen

### Arlas
Keine denkmalgeschützten Objekte.

### Birkenhügel
Keine denkmalgeschützten Objekte.

### Blankenberg
| Bild                                    | Bezeichnung                                    | Lage                 | Datierung | Beschreibung | ID |
| --------------------------------------- | ---------------------------------------------- | -------------------- | --------- | ------------ | -- |
| weitere Bilder Fotos hochladen          | Kirche                                         | Schloßberg (Karte)   |           |              |    |
| Fotos hochladen                         | Pfarrhaus                                      | Schloßberg 8 (Karte) | um 1860   |              |    |
| Direkt Bild zu diesem Denkmal hochladen | Ehrenmal der Gefallenen des Ersten Weltkrieges | Schloßberg           |           |              |    |
| weitere Bilder Fotos hochladen          | Burg Blankenberg                               | (Karte)              |           | Bodendenkmal |    |

### Blankenstein
| Bild                                    | Bezeichnung                                                                | Lage                      | Datierung | Beschreibung                                      | ID |
| --------------------------------------- | -------------------------------------------------------------------------- | ------------------------- | --------- | ------------------------------------------------- | -- |
| Direkt Bild zu diesem Denkmal hochladen | Bahnbrücke der Thüringer Oberlandbahn                                      | Moschwitz-Viadukt         | 1899      |                                                   |    |
| Direkt Bild zu diesem Denkmal hochladen | Gedenkstein Todesmarsch der KZ-Häftlinge des April 1945                    | Absangerstraße            |           |                                                   |    |
| Fotos hochladen                         | Rennsteigwandererdenkmal                                                   | Absangerstraße (Karte)    |           |                                                   |    |
| weitere Bilder Fotos hochladen          | Friedhofskapelle mit Ausstattung und Nebengebäude und Friedhofstor mit Tür | Harraer Straße 16 (Karte) |           |                                                   |    |
| Fotos hochladen                         | Kriegerdenkmal unterhalb des alten Rathauses                               | Harraer Straße (Karte)    | 1928      |                                                   |    |
| Direkt Bild zu diesem Denkmal hochladen | Denkmalensemble „Plänkner’scher Rennsteig“                                 | Rennsteig                 |           | von Hörschel bis Blankenstein – 168,3 km – Beginn |    |
| Direkt Bild zu diesem Denkmal hochladen | Schulgebäude                                                               | Schulstraße 8             | 1924–1926 |                                                   |    |

### Harra
| Bild                                    | Bezeichnung                                                                 | Lage                                    | Datierung | Beschreibung                       | ID |
| --------------------------------------- | --------------------------------------------------------------------------- | --------------------------------------- | --------- | ---------------------------------- | -- |
| Direkt Bild zu diesem Denkmal hochladen | Altes Feuerwehrgerätehaus                                                   | Anger 19                                |           |                                    |    |
| Fotos hochladen                         | Heimatmuseum, ehemaliges Wohnhaus des Mechanikus Horn                       | Angergasse 2 (Karte)                    |           |                                    |    |
| Fotos hochladen                         | Saalebrücke                                                                 | (Karte)                                 | 1891      | umgesetzt aus Großheringen         |    |
| Direkt Bild zu diesem Denkmal hochladen | historisches Brunnenhaus                                                    | nahe Dorfplatz                          |           |                                    |    |
| Direkt Bild zu diesem Denkmal hochladen | Begräbnisstätte für 7 unbekannte KZ-Häftlinge                               | Friedhof                                |           |                                    |    |
| Direkt Bild zu diesem Denkmal hochladen | Bahnbrücke der Thüringer Oberlandbahn                                       | Lemnitz-Viadukt                         | 1895      |                                    |    |
| Direkt Bild zu diesem Denkmal hochladen | Plänckner’scher Rennsteig                                                   | Rennsteig                               |           | von Hörschel-Blankenstein 168,3 km |    |
| weitere Bilder Fotos hochladen          | Denkmalensemble Schloßberg einschließlich Scheunen (ehemaliges „Rittergut“) | Kirchberg 7 und 9 (Karte)               |           |                                    |    |
| weitere Bilder Fotos hochladen          | Kirche mit Ausstattung                                                      | Kirchberg 5 (Karte)                     |           |                                    |    |
| Direkt Bild zu diesem Denkmal hochladen | Stele Todesmarsch                                                           | unterhalb der Schule, in der Grünanlage |           |                                    |    |

### Kießling
Keine denkmalgeschützten Objekte.

### Lemnitzhammer
Keine denkmalgeschützten Objekte.

### Neundorf
| Bild                                    | Bezeichnung               | Lage                          | Datierung | Beschreibung                       | ID |
| --------------------------------------- | ------------------------- | ----------------------------- | --------- | ---------------------------------- | -- |
| Fotos hochladen                         | Schul- und Gemeindehaus   | Bayrische Straße 47 (Karte)   |           |                                    |    |
| Direkt Bild zu diesem Denkmal hochladen | Langwassermühle           | Koordinaten fehlen! Hilf mit. |           |                                    |    |
| Direkt Bild zu diesem Denkmal hochladen | Plänckner’scher Rennsteig | Rennsteig                     |           | von Hörschel-Blankenstein 168,3 km |    |

### Pottiga
| Bild                                    | Bezeichnung            | Lage                          | Datierung | Beschreibung | ID |
| --------------------------------------- | ---------------------- | ----------------------------- | --------- | ------------ | -- |
| weitere Bilder Fotos hochladen          | Kirche mit Ausstattung | (Karte)                       |           |              |    |
| Direkt Bild zu diesem Denkmal hochladen | Wallanlage             | Koordinaten fehlen! Hilf mit. |           | Bodendenkmal |    |

### Schlegel
| Bild                                    | Bezeichnung               | Lage                              | Datierung | Beschreibung                       | ID |
| --------------------------------------- | ------------------------- | --------------------------------- | --------- | ---------------------------------- | -- |
| Direkt Bild zu diesem Denkmal hochladen | ehemalige „Alte Schule“   | Schulstraße 2 (neu Steinbruchweg) |           |                                    |    |
| Direkt Bild zu diesem Denkmal hochladen | Plänckner’scher Rennsteig | Rennsteig                         |           | von Hörschel-Blankenstein 168,3 km |    |

### Seibis
| Bild                                    | Bezeichnung                         | Lage                                                | Datierung | Beschreibung | ID |
| --------------------------------------- | ----------------------------------- | --------------------------------------------------- | --------- | ------------ | -- |
| Direkt Bild zu diesem Denkmal hochladen | Steinbogenbrücke über die Muschwitz | zwischen Seibis und Lichtenberg / Staatsstraße 2195 |           |              |    |
| Direkt Bild zu diesem Denkmal hochladen | Blockscheune                        | Mühlenweg 14                                        | 1711      |              |    |